# Glyptothorax botius
Glyptothorax botius es una especie de peces de la familia Sisoridae en el orden de los Siluriformes.

## Morfología
• Los machos pueden llegar alcanzar los 7,5 cm de longitud total.

## Distribución geográfica
Se encuentra en la cuenca del río Ganges.